# Olivier Jean
Olivier Jean (ur. 15 marca 1984 w Lachenaie) – kanadyjski łyżwiarz szybki specjalizujący się w short tracku. Złoty medalista olimpijski z Vancouver, srebrny i brązowy medalista mistrzostw świata w short tracku oraz brązowy medalista dystansowych mistrzostw świata w łyżwiarstwie szybkim.
Złoto olimpijskie wywalczył w biegu sztafetowym. Oprócz niego w skład reprezentacji Kanady wchodzili:  Charles Hamelin, François Hamelin, François-Louis Tremblay i Guillaume Bastille. Stawał na podium mistrzostw świata, największy indywidualny sukces odnosząc na dystansie 500 metrów (brąz w 2009).